# Ranoidea moorei
Ranoidea moorei es una especie de anfibio anuro de la familia Pelodryadidae. 

## Distribución geográfica
Se distribuye por el suroeste de Australia. Su nombre común en inglés es motorbike frog (rana motocicleta) debido a que su canto se asemeja al ruido que produce una motocicleta.
Estas ranas pueden crecer hasta los 7,5 cm de longitud. Su coloración es muy variable y cambia según su temperatura corporal. En condiciones frías es de color marrón, mientras que si ha estado calentándose al sol es de color verde con motas amarillas. El vientre es verde claro o marrón claro. Suele mostrar una banda oscura que va desde el hocico hasta la pata delantera, pasando por encima del ojo.
A pesar de ser parte de una familia de ranas arbóreas, es una especie por lo general terrestre. Adhiere sus puestas de huevos a vegetación sumergida. Los renacuajos crecen hasta unos 8 cm de longitud y son de color marrón oscuro. La metamorfosis de renacuajo a rana ocurre al final del verano austral, entre marzo y abril. Algunos de los renacuajos no pasan por la metamorfosis en su primer año y pueden permanecer hasta 14 meses en fase larval (neotenia). Cuando esto ocurre pueden llegar a medir hasta 14 cm antes de convertirse en ranas. Los adultos comen artrópodos y a veces juveniles de su misma especie. Los renacuajos se alimentan de algas.